# 蛋白异构体

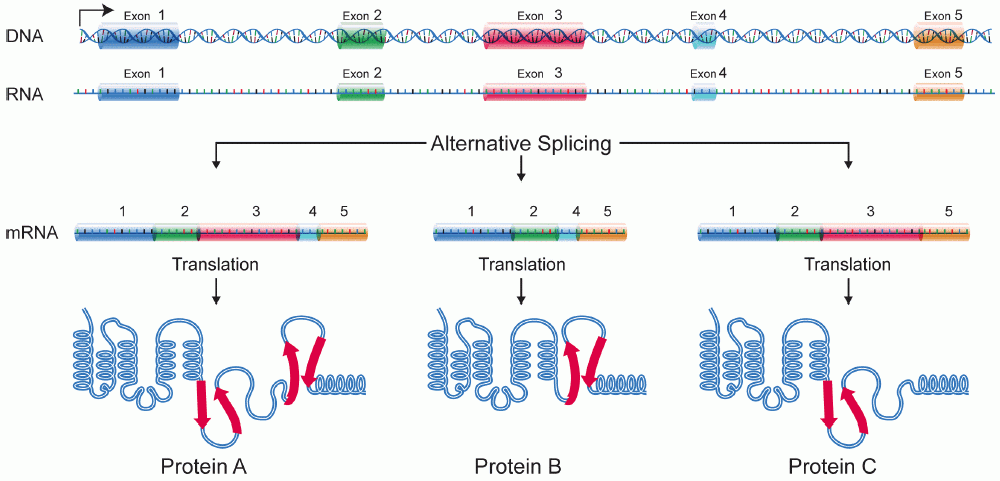
蛋白质A、B和C是由同一基因通过选择性剪接编码的异构体。

蛋白异构体（Protein isoform）或蛋白异形体，又称蛋白变异体（Protein variant），是指源自单个基因或基因家族的一组高度相似的蛋白质，常具有相同或相似的生物学功能，是遗传差异的结果。
虽然大多数蛋白异构体功能相同或近似，但某些异构体具有独特的功能。一组蛋白质异构体可以通过单个基因的选择性剪接、可变启动子的使用或其他转录后修饰形成，但通常不包括翻译后修饰。（参阅蛋白质变体）通过RNA剪接机制，mRNA能够选择基因的不同蛋白质编码片段（外显子），甚至从RNA中选择外显子的不同部分，从而形成不同的mRNA序列。每个独特的序列都会产生特定形式的蛋白质。
随着蛋白质异构体的发现，由人类基因组计划揭示的蛋白质编码区数量较少，但生物体中蛋白质多样性却较丰富这一问题得到了解释：由同一基因编码的不同蛋白质可以增加蛋白质组的多样性。RNA水平的异构体可以很轻松地通过cDNA转录研究来表征。许多人类基因具有已确认的选择性剪接异构体。据估计，人类中可以识别出约10万个表达序列标签（EST）。蛋白质水平的异构体可以表现为整个结构域或较短环状结构的缺失，通常位于蛋白质表面。

## 定义
单个基因能够产生多种在结构和组成上均不同的蛋白质。这一过程受mRNA的选择性剪接所调节。然而，这一过程对人类蛋白质组多样性的影响程度尚不清楚，因为mRNA转录异构体的丰度并不一定与蛋白质异构体的丰度相关。通过比较蛋白质的三维结构，可用于帮助确定哪些异构体（如果有的话）是功能蛋白的产物，且AlphaFold已经预测了人类蛋白质组中大多数异构体的结构，并在isoform.io （页面存档备份，存于）上公开发布。翻译异构体的特异性取决于蛋白质的结构或功能，以及产生它们的细胞类型和发育阶段。当蛋白质具有多个亚基且每个亚基都具有多个异构体时，确定特异性就变得更加复杂。
例如，单磷酸腺苷激活的蛋白激酶（AMPK）是一种在人类细胞中发挥不同作用的酶，它有3个亚基：
- α，催化结构域，有两种异构体：α1和α2，由PRKAA1和PRKAA2编码
- β，调节结构域，有两种异构体：β1和β2，由PRKAB1和PRKAB2编码
- γ，调节结构域，有三种异构体：γ1、γ2和γ3，由PRKAG1、PRKAG2和PRKAG3编码

在人类骨骼肌中，主要形式是α2β2γ1。但在人类肝脏中，最丰富的形式是α1β2γ1。

## 机制

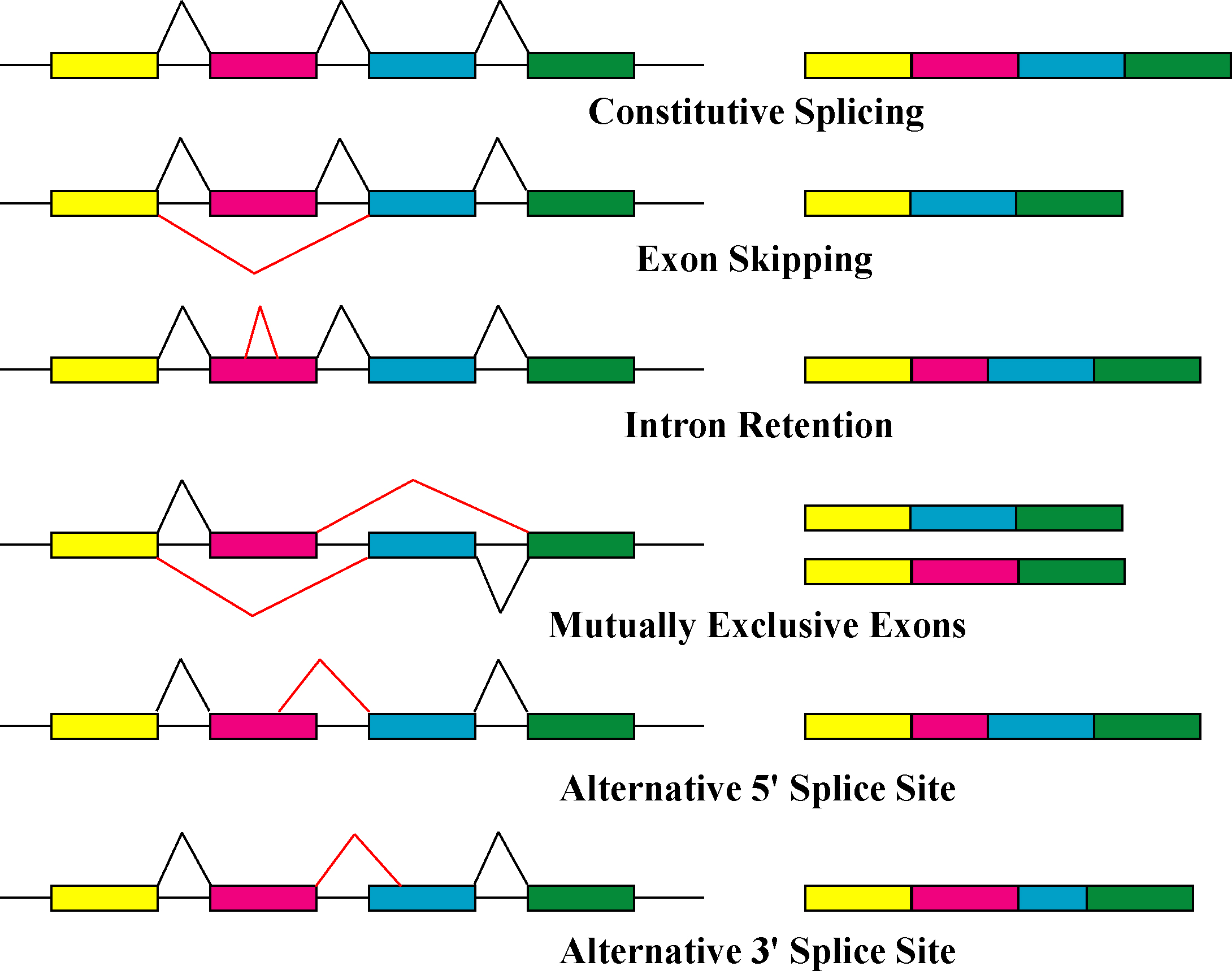
RNA剪接的不同机制

产生蛋白质异构体的主要机制是选择性剪接和可变启动子的使用，但由基因变化而引起的改变（如突变和多态性）有时也被认为是不同的异构体。
选择性剪接是产生mRNA转录异构体的主要转录后修饰过程，也是可能导致蛋白质多样性的主要分子机制。剪接体是细胞核内负责RNA切割和连接的大型核糖核蛋白分子机器，它会移除非编码蛋白质的片段（内含子）。
由于剪接是发生在转录和翻译之间的过程，其主要影响主要通过基因组学技术进行研究。例如，微阵列分析和RNA测序已被用于识别选择性剪接转录本并测量其丰度。转录本丰度通常被用作蛋白质异构体丰度的替代指标，尽管使用凝胶电泳和质谱的蛋白质组学实验已证明转录本和蛋白质数量之间的相关性通常很低，并且往往仅一种蛋白质异构体占主导地位。一项2015年的研究指出，这种差异的原因很可能发生在翻译之后，尽管其机制基本上是未知的。因此，尽管选择性剪接被认为是变异和疾病之间的重要纽带，但没有确凿的证据表明它主要通过产生新的蛋白质异构体来发挥作用。
选择性剪接通常描述一种严格调控的过程，其中剪接机制有意生成选择性转录本。然而，此类转录本也可能通过剪接错误产生，该过程称为“剪切噪声”，并且也可能被翻译成蛋白质异构体。尽管约95%的多外显子基因被认为是选择性剪接的，但一项关于剪切噪声的研究发现，大多数不同的低丰度转录本都是噪声，并预测细胞中大多数选择性转录本和蛋白质异构体并没有功能上的相关性。
其他转录和转录后调控步骤也可产生不同的蛋白质异构体。当细胞的转录机制（RNA聚合酶、转录因子和其他酶）在不同的启动子（基因附近作为初始结合位点的DNA区域）开始转录时，会发生可变启动子的使用，从而产生略有不同的转录本和蛋白质异构体。

## 特性
通常，一种蛋白质异构体被标记为规范序列是基于其普遍性和与其他物种的直系同源（或功能性同功）的相似性等标准。蛋白质异构体被认为具有相似的功能特性，因为大多数蛋白质异构体具有相似的序列，并且与规范序列共享部分以至大部分外显子。然而，一些蛋白质异构体表现出更大的差异（如通过反式剪接），并且可能与规范序列共享少部分甚至不共享外显子。此外，它们可以具有不同的生物学效应，例如在极端情况下，一种异构体的功能可能促进细胞存活，而另一种异构体则可能促进细胞死亡；它们也可能具有相似的基本功能，只是在亚细胞定位上有所不同。然而，2016年的一项研究对1492个基因的所有异构体进行了功能表征，并确定大多数异构体表现为“功能性同源异构体”。作者在观察到大多数异构体的功能不重叠后得出结论，异构体表现得就像不同的蛋白质。由于这项研究是在体外细胞上进行的，因此尚不清楚表达的人类蛋白质组中的异构体是否具有这些特征。此外，由于每个异构体的功能通常必须单独确定，因此大多数已识别和预测的异构体的功能仍然是未知的。

## 相关概念

### 糖形
糖型是指仅在附着的聚糖数量或类型上有所不同的蛋白质异构体。糖蛋白通常由多种不同的糖型组成，这些糖型在附着的糖或寡糖上有所差异。这些变化可能是由于糖基化过程中的生物合成差异，或由于糖苷酶或糖基转移酶的作用所致。糖型可以通过对分离的糖型进行详细的化学分析来检测，但更便捷的检测方法是通过与凝集素的差异反应，如凝集素亲和色谱法和凝集素亲和电泳法。由糖型组成的糖蛋白的典型例子是血液蛋白，如血清类粘蛋白、抗胰蛋白酶和结合珠蛋白。在神经元黏附分子（NCAM）中涉及聚唾液酸（PSA）的糖型变异是一种不寻常的情况。

## 例子
- G-肌动蛋白：尽管其性质保守，但它具有不同数量的异构体（哺乳动物中至少有六种）。
- 肌酸激酶：其在血液中的存在可用于帮助诊断心肌梗死，以三种异构体的形式存在。
- 透明质酸合酶：负责透明质酸生成的酶，在哺乳动物细胞中有三种异构体。
- 尿苷雙磷酸葡萄糖醛酸轉移酶：这个酶超家族负责许多药物、环境污染物和有毒内源性化合物的解毒途径，已知有16种异构体编码在人类基因组中。[19]
- G6PDA：在任何组织细胞中，其活性异构体的正常比例与G6PDG相同，为1:1。这正是增生中的正常异构体比例。在肿瘤形成过程中只发现其中一种异构体。
- 单胺氧化酶：这个酶家族是一类催化单胺氧化的酶，存在两种异构体，分别是MAO-A和MAO-B。[20]